# Dekanat Vrbnik
Dekanat Vrbnik – jeden z 6 dekanatów rzymskokatolickich wchodzących w skład diecezji Krk w Chorwacji.
Według danych na październik 2015 roku, w jego skład wchodziło 5 parafii.

## Lista parafii
Źródło:
| Lp. | Miejscowość     | Parafia                                        | Proboszcz               | Adres parafii                                 | Kościół                                                        | Grafika |
| --- | --------------- | ---------------------------------------------- | ----------------------- | --------------------------------------------- | -------------------------------------------------------------- | ------- |
| 1   | Vrbnik          | Parafia Wniebowzięcia Najświętszej Maryi Panny | vlč. Tomislav Crnović   | Vitezićeva 1, 51516 Vrbnik                    | Kościół Wniebowzięcia Najświętszej Maryi Panny w Vrbnik        |         |
| 2   | Baška           | Parafia św. Jana Chrzciciela, męczennika       | vlč. Ivica Katunar      | Zvonimirova 30, 51523 Baška                   | Kościół św. Jana Chrzciciela w Baška                           |         |
| 3   | Draga Bašćanska | Parafia Nawiedzenia Najświętszej Maryi Panny   | vlč. mr. Marinko Barbiš | Draga Bašćanska kbr 94, 51522 Draga Bašćanska | Kościół Nawiedzenia Najświętszej Maryi Panny w Draga Bašćanska |         |
| 4   | Garica          | Parafia św. Piotra Apostoła                    | vlč. Mate Žic           | Garica kbr 40, 51516 Vrbnik                   | Kościół św. Piotra Apostoła w Garica                           |         |
| 5   | Risika          | Parafia św. Hieronima, prezbitera              | mons. Zvonimir Seršić   | Risika kbr 113, 51516 Vrbnik                  | Kościół św. Hieronima w Risika                                 |         |